# Carine Bijlsma
Carine Bijlsma (Amsterdam, 16 februari 1983) is een Nederlandse fotografe en documentairemaakster. 
Bijlsma was leerling aan het Sint Ignatiusgymnasium en studeerde daarna verder aan de Kunstacademie in Florence en School of Visual Arts in New York en de Nederlandse Film en Televisie Academie in Amsterdam.
Haar eerste documentaire Het geheim van Boccherini (over de bewondering van haar vader, de cellist Anner Bijlsma, voor de 18e-eeuwse cellist-componist Luigi Boccherini) werd bekroond met de Wild Card van het Nederlands Film Festival.
Er volgden onder meer de documentaires Soliste, over de jonge violiste Rosanne Philippens, wier volwassenwording samenvalt met haar doorbraak als violiste, Extase over pianist, componist en dirigent Reinbert de Leeuw en zijn droom om een keer de Gurre-Lieder van Arnold Schönberg uit te voeren, en documentaires over componist Louis Andriessen en over actrice Elsie de Brauw en choreograaf Alain Platel en Devil’s Pie over soulzanger D'Angelo.
Als fotografe maakte zij onder meer still fotografie voor het album Black Messiah van D'Angelo.
Ze is de dochter van cellist Anner Bijlsma en violiste Vera Beths en de halfzus van actrice Katja Herbers.
- Library of Congress Control Number: no2011181976
- Nederlandse Thesaurus van Auteursnamen: 323925715
- PIC: 385927
- Virtual International Authority File: 202989291
- WorldCat: E39PBJmp8pjjPXp7vRYffY8V4q